# Olof Immanuel von Fåhraeus
Pour les articles homonymes, voir Fåhraeus.
Olof Immanuel von Fåhraeus (1796–1884) est un homme politique et un entomologiste suédois.

## Hommages
Les noms de genres de coléoptères Fahraeusia Obenberger, 1936 et Fahraeusiella Ermisch, 1953 sont des hommages à Olof Immanuel von Fåhraeus.